# Acentroscelus guianensis
Acentroscelus guianensis là một loài nhện trong họ Thomisidae.
Loài này thuộc chi Acentroscelus. Acentroscelus guianensis được Władysław Taczanowski miêu tả năm 1872.